# Allan Hepburn
Allan Hepburn DFC, avstralski častnik, vojaški pilot in letalski as, * 11. oktober 1896, Melbourne, † 21. julij 1975.  	
Stotnik Hepburn je v svoji vojaški karieri dosegel 16 zračnih zmag.